# Dryophytes arboricola
Espèce
Statut de conservation UICN

 DD  : Données insuffisantes
Synonymes
- Hyla arboricola Taylor, 1941

Dryophytes arboricola est une espèce d'amphibiens de la famille des Hylidae.

## Répartition
Cette espèce est endémique de l'État de Guerrero au Mexique. Elle se rencontre à environ 2 000 m d'altitude dans la Sierra Madre del Sur,.

## Taxinomie
Cette espèce a été relevée de sa synonymie avec Hyla eximia par Eliosa León en 2002 dans laquelle elle avait été placée par Duellman en 1970

## Publication originale
- Taylor, 1941 : Herpetological miscellany, No. II. The University of Kansas science bulletin, vol. 27, no 1, p. 105-139 (texte intégral).